# LT-35戰車
LT-35或LT vz. 35是捷克斯洛伐克製造的輕型坦克，在二戰中被納粹德國採用，德軍稱為Panzerkampfwagen 35(t)（Pz.Kpfw. 35(t)）或Panzer 35(t)。

## 衍生型
- S-ll-a - 原型樣車
- LT vz. 35 - 捷克斯洛伐克的基本衍生型，裝有37毫米A-3砲
- T-11 - 出口至保加利亞的衍生型，裝有37毫米A-7砲
- LTM 35 - 在1940年1月德軍騎兵部隊採用型號
- Panzerkampfwagen 35(t) - 德軍的LT-35
- Panzerbefehlswagen 35(t) - 德軍指揮車型
- Mörserzugmittel 35(t) - 德軍迫擊砲牽引車型
- R2 - 羅馬尼亞的LT-35
- TACAM R2 - 羅馬尼亞以LT-35車體改裝的R-2驅逐戰車
- T21 - 加大車體樣車，由匈牙利生產

## 使用國
- 捷克斯洛伐克→ 斯洛伐克國(原產國)
- 納粹德國
- 羅馬尼亞
- 保加利亚
- 斯洛伐克